# Филип Наумов
Филип Наумов (Ангелов) е български предприемач и революционер от Вътрешната македоно-одринска революционна организация.

## Биография
Филип Наумов е роден през 1880 година в долнопреспанското село Пъпли, днес в Гърция. През 1903 година участва в Илинденско-Преображенското въстание в четата на Ангел Андреев. До 1924 година е избиран неколкократно за кмет на родното си село. След това заминава в чужбина и работи около 10 години във Франция, Лондон и Ню Йорк. При завръщането си в Пъпли в началото на 1930-те построява първата фабрика-мелница и валяйца за валяне на шаяци в Долна Преспа. По време на Голямата депресия фабриката фалира, след което Филип Наумов разработва дюкяна си в центъра на селото и купува много плодородни земи в околността. По време на Втората световна война Филип Наумов е ръководител на местния български комитет и е близък до адвоката Менелай Гелев от Лерин.
След убийството на Георгиос Ятракас, отговорник на ЕАМ, през 1945 година Филип Наумов се премества да живее във Войводина, където остава до 1955 година, а след това живее Битоля до смъртта си на 28 март 1960 година. От съпругата си Доста от Щърково, която умира през 1930-те, има син Ламбро (1916 - 1941) и дъщеря Митра, а от съпругата си Цвета от Брайчино има две дъщери – Дора и Елена.